# Comando de Operações Aeroespaciais
O Comando de Operações Aeroespaciais (COMAE) é um comando conjunto das Forças Armadas do Brasil encarregado do planejamento, coordenação e condução do emprego dos meios aeroespaciais brasileiros. Embora integre a estrutura da Força Aérea Brasileira (FAB), seu efetivo inclui militares do Exército Brasileiro e Marinha do Brasil. Toda decolagem de aeronave da FAB, com exceção de treinamentos, ocorre sob a coordenação do COMAE. Como órgão central do Sistema de Defesa Aeroespacial Brasileiro (SISDABRA), ele é o responsável direto pela defesa aeroespacial do território brasileiro e pode controlar unidades da Força Aérea, Exército e Marinha.
O SISDABRA detecta ameaças aéreas através da infraestrutura dos Centros Integrados de Defesa Aérea e Controle de Tráfego Aéreo (CINDACTA), que é compartilhada com o controle de tráfego aéreo civil do Departamento de Controle do Espaço Aéreo (DECEA). Contando também com sistemas de comunicações e comando e controle, seu órgão central direciona a defesa aeroespacial ativa, composta de aeronaves de intercepção e forças de defesa antiaérea.
Criado em 2017, o COMAE herdou as atribuições do Comando de Defesa Aeroespacial Brasileiro (COMDABRA), antigo órgão central do SISDABRA, e parte das atribuições do Comando-Geral de Operações Aéreas (COMGAR). Sua função na Força Aérea é comparável à do Comando de Operações Terrestres (COTer) do Exército e Comando de Operações Navais (ComOpNav) da Marinha: ele não tem unidades subordinadas, mas controla as unidades que lhe são adjudicadas conforme a necessidade. Portanto, além da defesa aeroespacial, suas missões incluem o transporte aerologístico, busca e salvamento, patrulha marítima e operações conjuntas do Ministério da Defesa.

## Antecessores

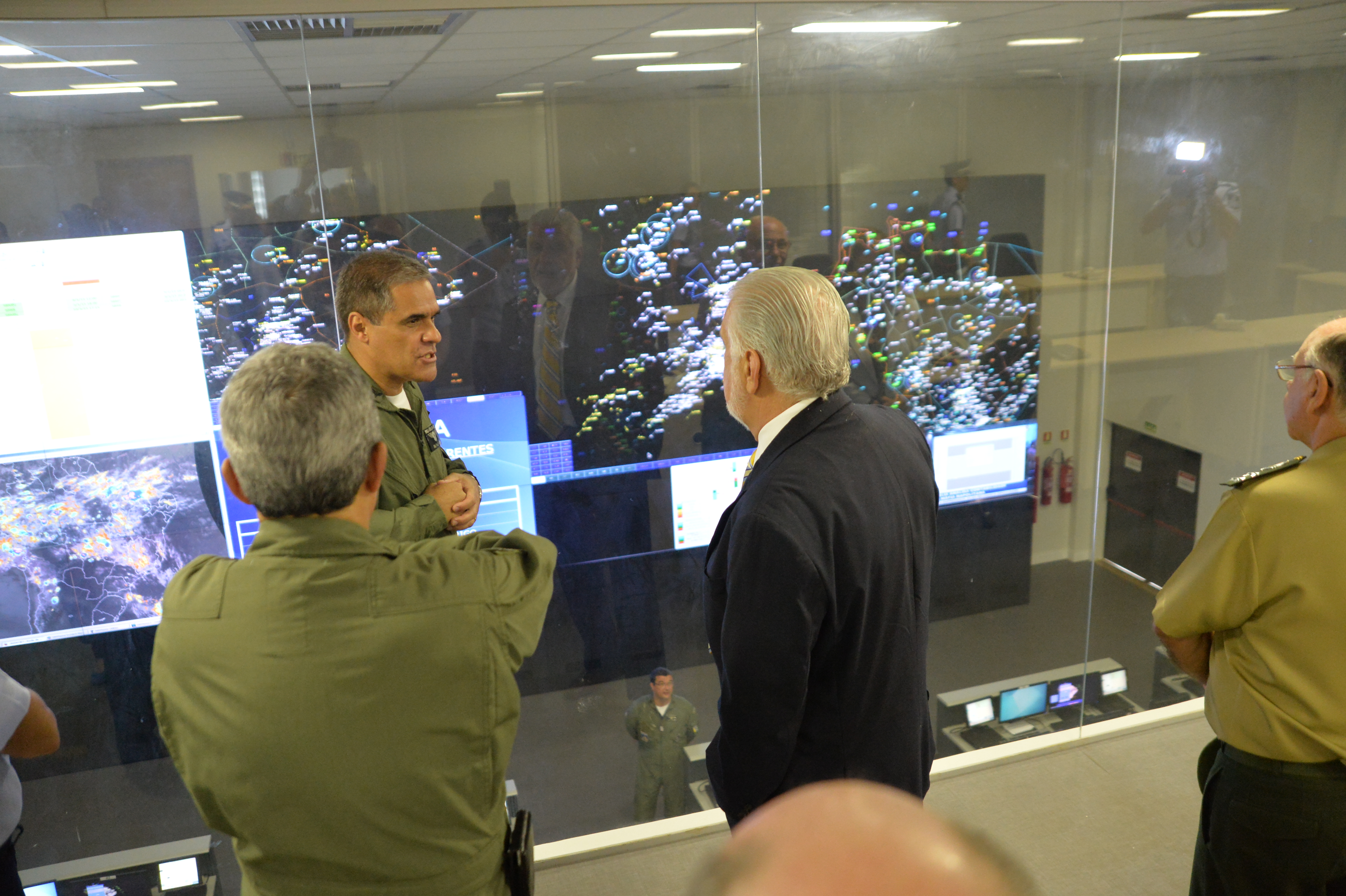
Visita do ministro da Defesa ao CINDACTA I e COMDABRA

O COMAE, criado em 2017, substituiu o antigo Comando de Defesa Aeroespacial Brasileiro (COMDABRA) e absorveu parte das atribuições do seu comando superior, o Comando-Geral de Operações Aéreas (COMGAR, antigo Comando-Geral do Ar), que foi também extinto numa ampla reorganização da ordem de batalha da FAB. O COMGAR era a "força aérea da força aérea", o órgão efetivamente responsável pelas atividades operacionais, mas também era responsável pelo preparo e apoio das forças. Ele era o departamento militar mais importante do antigo Ministério da Aeronáutica, concentrando a maioria das unidades aéreas. A maior parte dos seus recursos de combate estava em duas subdivisões, o Comando Aerotático e o COMDABRA, mas este último tinha apenas uma unidade, o 1.° Grupo de Defesa Aérea, sediado em Anápolis.
A criação do COMDABRA era prevista desde 1980 como órgão central do Sistema de Defesa Aeroespacial Brasileiro (SISDABRA), e se concretizou efetivamente a partir de 1989. A palavra "aeroespacial", no lugar de "aéreo", é comum em organizações da FAB, como o Departamento de Ciência e Tecnologia Aeroespacial (DTCA), o Museu Aeroespacial (Musal) e o Programa de Pós-Graduação em Ciência Aeroespacial (PPGCA).  A doutrina militar brasileira compreende a FAB como instrumento de "poder aeroespacial", não somente "poder aéreo". Entretanto, o próprio comandante da Aeronáutica em 2017, o brigadeiro Nivaldo Rossato, admitiu em entrevista que "já usamos [...] a expressão há bom tempo. Mas nós olhamos muito pouco para o espaço".
A FAB define o SISDABRA como um “conjunto de organizações que têm em comum a realização de atividades, ou a posse de meios que podem ser empregados em benefício da finalidade de assegurar o exercício da soberania no Espaço Aéreo Brasileiro”. Ele abrange sistemas de vigilância (radares de grande alcance), telecomunicações, comando e controle e defesa aeroespacial ativa e passiva, oriundos das três Forças Armadas e mesmo da administração pública. Esses elementos podem ser elos permanentes ou eventuais do sistema. O órgão central exerce o “controle operacional” sobre os elos, o que é uma autoridade mais limitada do que o “comando operacional”. Por exemplo, o órgão central não é responsável pela logística das forças que emprega, mas expede normas técnicas para garantir sua interoperabilidade.
O COMDABRA era composto de militares da Força Aérea, Marinha e Exército; assim, a Doutrina de Operações Conjuntas de 2011, aprovada pelo Ministério da Defesa, definiu o COMDABRA e o Comando de Defesa Cibernética (COMDCIBER) como os únicos comandos conjuntos ativados permanentemente; outros comandos conjuntos podem ser ativados em momentos de crise. O caráter permanente da defesa aeroespacial se deve ao curtíssimo tempo de reação necessário para resistir às ameaças aéreas.

## Organização e funções

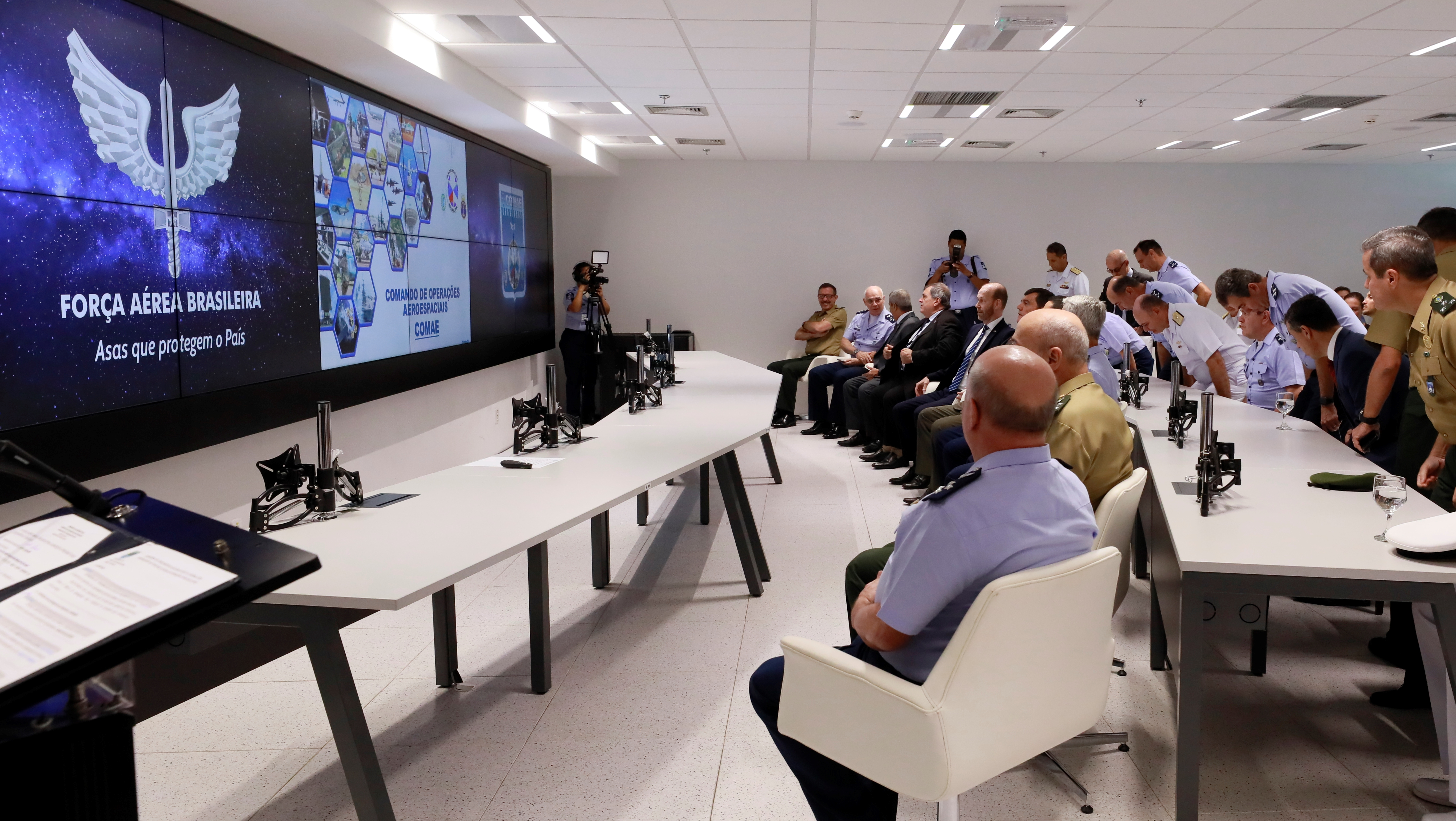
Autoridades militares acompanham o lançamento de satélites no Centro de Operações Espaciais do COMAE

A reorganização da Aeronáutica em 2017 teve o objetivo de separar o preparo e o emprego da Força Aérea, aliviando as unidades dos encargos administrativos, financeiros e logísticos para concentrar nas operações aéreas. Estas duas grandes áreas de responsabilidade do antigo COMGAR correspondem a dois comandos, o COMAE e o COMPREP (Comando de Preparo), ambos subordinados ao Comando da Aeronáutica (COMAER). As alas, unidades militares de nível tático, responsáveis por esquadrões aéreos, podem atuar ora sob o COMPREP, ora sob o COMAE. O COMAE não tem unidades subordinadas e apenas emprega as unidades que lhe são adjudicadas conforme a necessidade. Os recursos de Alerta de Defesa Aérea, Alerta de Controle e Alarme em Voo e Alerta de Busca e Salvamento são permanentemente adjudicados.
Como órgão de emprego da Força Aérea, o COMAE é comparável ao Comando de Operações Terrestres (COTer) do Exército e o Comando de Operações Navais (ComOpNav) da Marinha. Diferente dessas forças, o COMAE centraliza mais o comando dos meios militares. Nas palavras do tenente-brigadeiro Luiz Fernando de Aguiar,
[H]oje todos os meios operativos da Força Aérea estão na mão do Comando de Operações Aeroespaciais (COMAE), em Brasília. Uma aeronave não decola em operação, não me refiro a treinamento, de qualquer lugar do país [...] sem estar coordenada por esse comando aéreo estratégico [...] Com isso, nós centralizamos a coordenação e a gestão dos nossos meios [...] Esse comando está permanentemente ativado e, pode-se dizer, é o verdadeiro comandante da guerra [...]  Toda vez que que tem uma operação como a que foi desencadeada aqui, a Operação Verde Brasil, para combater os incêndios, ou na extração dos venezuelanos, quem comanda é o COMAE. Com isso, nós estamos aproveitando, gerenciando nossos meios porque não há como a Força Aérea regionalizar todos os seus meios. Nós não temos C 130, uma aeronave cargueira, na região Norte, mas eles vivem operando aqui, dando suporte logístico. Eles estão sediados no Rio de Janeiro e, comandados pelo COMAE, atendem às demandas da Amazônia, do Sul ou de onde for [...] Eu quis fazer essa contextualização porque, diferentemente da Marinha e do Exército, nós temos uma concepção de flexibilidade e de operação em todo o território nacional.

Sua missão é definida oficialmente como o “planejamento, coordenação e condução do emprego do Poder Aeroespacial Nacional” e sua área de atuação abrange todas as missões da Força Aérea. Como herdeiro do COMDABRA, o COMAE permaneceu sendo o comando conjunto e órgão central do SISDABRA, e portanto, é o “responsável direto pela defesa aeroespacial do território nacional”. Como herdeiro do COMGAR e das quatro unidades chamadas Força Aérea (FAE), suas missões também incluem o transporte aerologístico, busca e salvamento, patrulha marítima e operações conjuntas do Ministério da Defesa. Na busca e salvamento, por exemplo, é o COMAE que disponibiliza as aeronaves quando solicitado. Em 2023 o COMAE formou a Força Aérea Componente utilizada na resposta federal à crise humanitária ianomâmi.

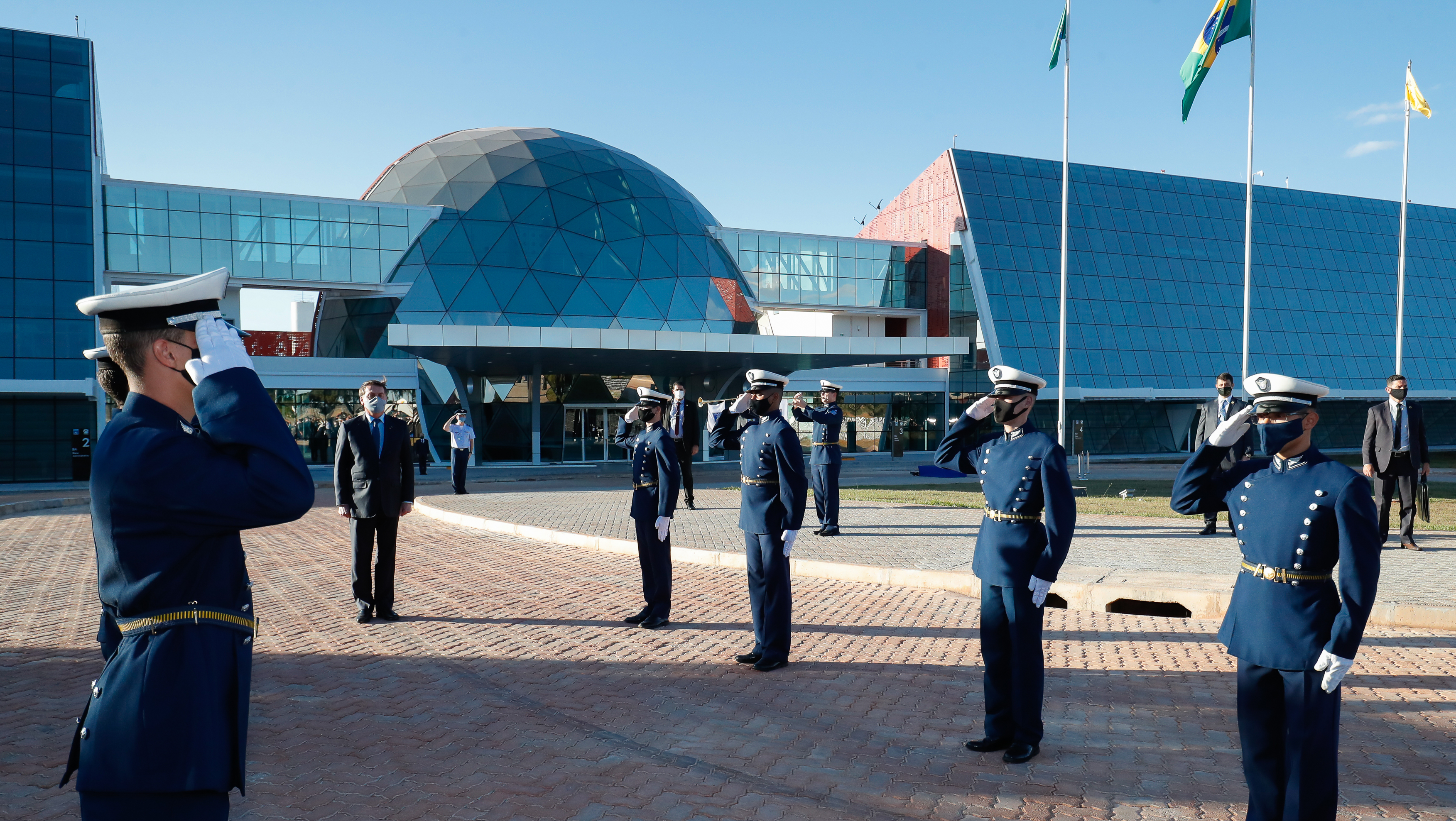
Centro de Operações Espaciais Principal (COPE-P), em Brasília

As aeronaves remotamente pilotadas, satélites de comunicação, futuras constelações de satélites de órbita baixa e toda a estrutura de inteligência relacionada também estão sob a autoridade do COMAE. Fazem parte de sua estrutura dois Centros de Operações Espaciais, o Principal (COPE-P), em Brasília, e Secundário (COPE-S), no Rio de Janeiro, que correspondem ao componente terrestre do Sistema de Comunicações Militares por Satélite (SISCOMIS). Eles operam o Satélite Geoestacionário de Defesa e Comunicações Estratégicas (SGDC).
Comandado por um tenente-brigadeiro, o COMAE é constituído de um Gabinete, Seções de Apoio ao Comando e Estado-Maior Conjunto. Este último, comandado por um major-brigadeiro é composto por um Centro Conjunto de Operações Aeroespaciais (CCOA), Centro de Operações Espaciais (COPE), Centro Conjunto Operacional de Inteligência (CCOI) e Centro de Planejamento, Orçamento e Gestão Institucionais (CPOGI), além das unidades sob controle operacional (UCONTOP). O efetivo é de militares de todas as três forças. Em 2023, 24 oficiais e sargentos do Exército participavam da estrutura, incluindo um general de brigada na chefia do CCOI.

## Elos do SISDABRA

### Alerta aéreo

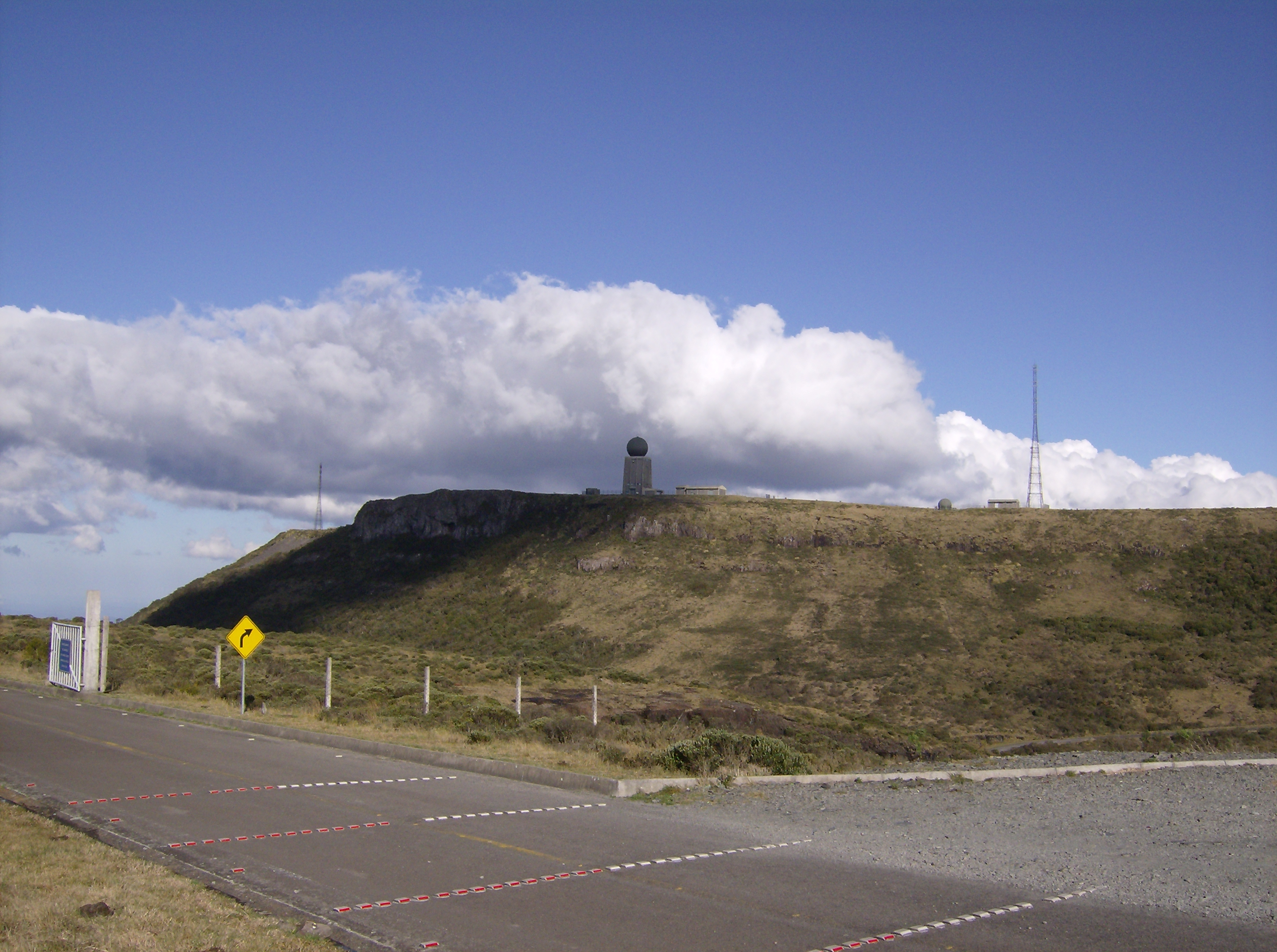
Destacamento de Controle do Tráfego Aéreo (DTCEA) do Morro da Igreja, Santa Catarina

Os quatro Centros Integrados de Defesa Aérea e Controle de Tráfego Aéreo (CINDACTA) da FAB estão entre os principais elos permanentes do SISDABRA, complementados por aeronaves de Alerta Aéreo Antecipado como o E-99 e R-99. Através de sua cobertura de radares e meios de comunicação e controle, os CINDACTA mantêm o CCOA informado da situação do espaço aéreo em suas respectivas regiões. Assim, o COMAE estabelece a situação aérea geral no país, o “cenário permanente de todos os movimentos aéreos adentrando ou evoluindo no espaço aéreo brasileiro”.
A infraestrutura utilizada tem dupla função, pois é compartilhada com o Sistema de Controle do Espaço Aéreo Brasileiro (SISCEAB), cujo órgão central é o Departamento de Controle do Espaço Aéreo (DECEA). O mesmo pessoal e orçamento servem para fins civis e militares. Esta é uma peculiaridade brasileira, herança da centralização dessas atividades, desenvolvidas em separado em outros países, pelo Ministério da Aeronáutica.

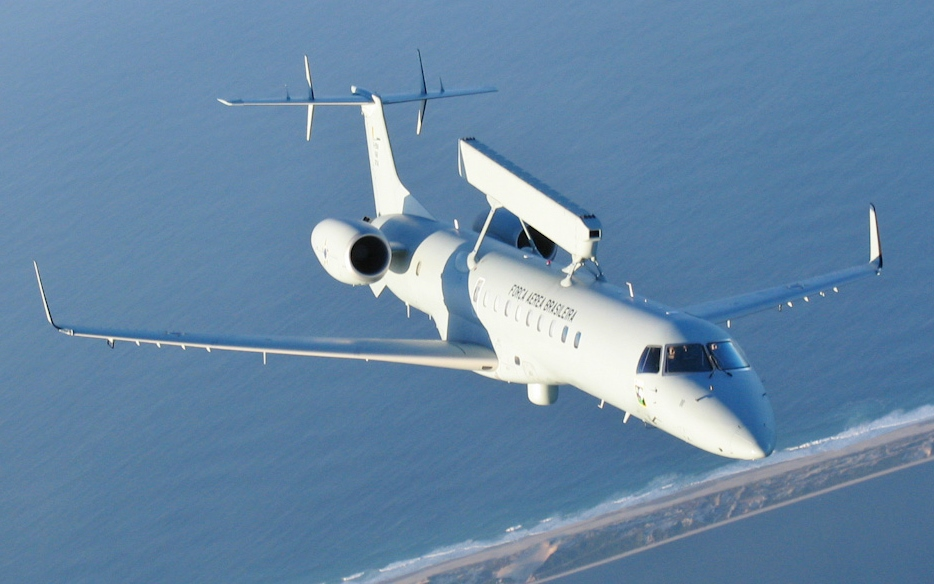
R-99 de alerta aéreo antecipado

Conforme a Aeronáutica, o território nacional tem cobertura completa de radar na faixa de altitude mais utilizada pela aviação comercial, a de 30 mil pés (nove quilômetros), mas existem áreas de detecção limitada abaixo de 20 mil pés. Esta é uma limitação física inerente aos radares de solo, devido á própria curvatura da Terra. A Aeronáutica nega as acusações da existência de um "buraco negro" no espaço aéreo amazônico, conforme circulado na imprensa durante a crise aérea de 2006.  Voos irregulares, como de garimpeiros e traficantes, aproveitam-se dessa limitação voando a baixa altitude. Isto torna os aviões de alerta aéreo, com seus radares de grande altitude, especialmente importantes para sua detecção. Os E-99 e R-99 são operados pelo 2.° Esquadrão do 6.° Grupo de Aviação, sediado em Anápolis.
A integração dos radares dos navios de guerra ao SISDABRA ainda era uma hipótese quando o tema foi examinado numa monografia da Escola de Guerra Naval, em 2010. Já os radares SABER, desenvolvidos para a artilharia antiaérea, já levam em conta uma possível integração ao SISDABRA no projeto.
O SISDABRA, SISCEAB, SisGAAz (Sistema de Gerenciamento da Amazônia Azul) e SISFRON (Sistema Integrado de Monitoramento de Fronteiras) são os grandes sistemas de monitoramento e controle das Forças Armadas. A possível integração do SISDABRA com o SisGAAz (organizado pela Marinha) e o SISFRON (organizado pelo Exército) é discutida desde o Livro Branco da Defesa Nacional de 2012.

### Defesa aérea

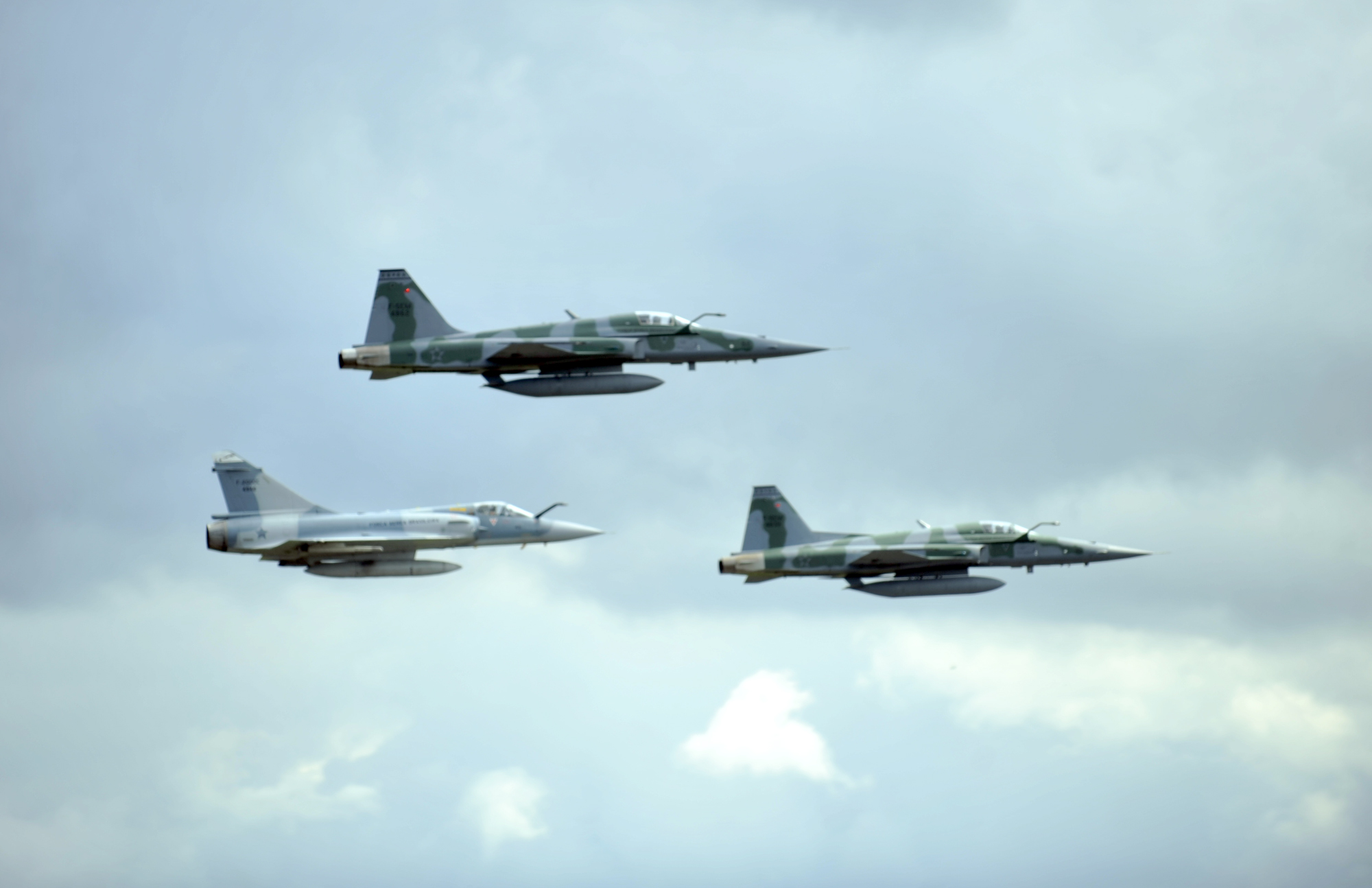
Mirage 2000 e F-5 da FAB em 2014

As unidades aéreas de Defesa Aérea da FAB são elos permanentes do SISDABRA. As aeronaves de intercepção, na categoria da defesa aérea, são meios de defesa aeroespacial ativa. Este papel cabia, desde antes da fundação do COMDABRA, ao Mirage III, primeira aeronave supersônica na região, complementada pouco depois pelo F-5. Com a desativação dos Mirage III, em 2005 a FAB contratou temporariamente o Mirage 2000 enquanto o Projeto FX-2 definia o sucessor do F-5, que foi o Gripen NG.
A Aviação Naval pode ser elo eventual do SISDABRA. A Doutrina Básica da Marinha de 2004 previu uma possível “Força Naval de Defesa Aeroespacial”, criada para destruir porta-aviões e aeronaves inimigas em suas bases; vislumbrava-se a participação do porta-aviões São Paulo com sua aviação embarcada. As operações embarcadas foram curtas nesse navio, mas mesmo após sua desativação, o  1.º Esquadrão de Aviões de Interceptação e Ataque (VF-1), criado para as operações de porta-aviões, permaneceu em operação. Em 2020, a participação no alerta de defesa aérea brasileiro permanecia como ambição do VF-1, que aumentava seu treinamento para o combate ar-ar.

### Artilharia antiaérea

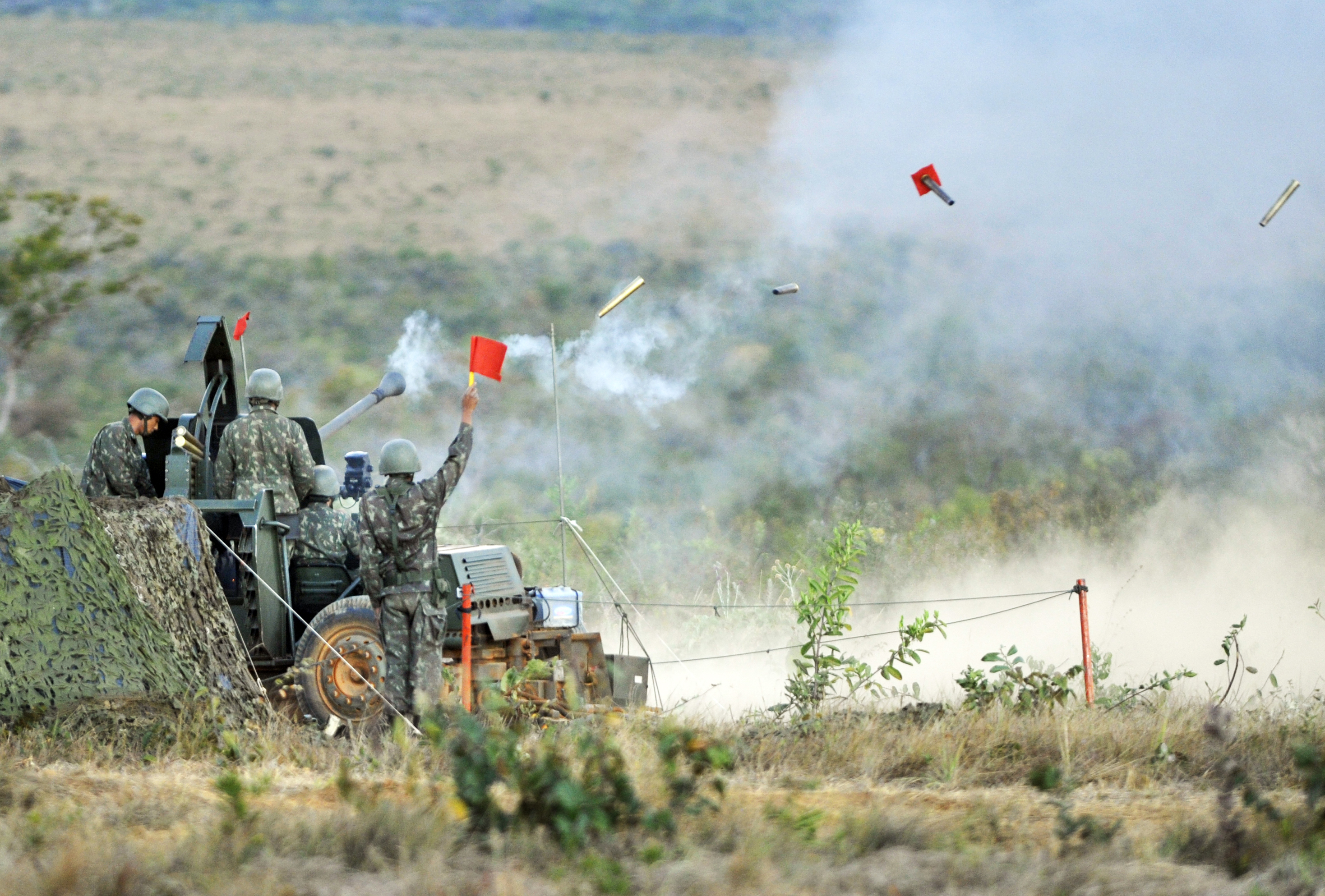
Exercício de artilharia antiaérea do Exército

A defesa antiaérea é o outro aspecto da defesa aeroespacial ativa. A 1.ª Brigada de Defesa Antiaérea (1.ª BDAAé) da Infantaria da Aeronáutica e o Comando de Defesa Antiaérea do Exército (Cmdo DAAe Ex, antiga 1.ª Brigada de Artilharia Antiaérea) são elos permanentes do SISDABRA.
A defesa antiaérea da Marinha pode participar do SISDABRA como elo eventual, na forma de navios utilizados na defesa antiaérea local ou dos meios terrestres do Batalhão de Controle Aerotático e Defesa Antiaérea (BtlCtAetatDAAe) do Corpo de Fuzileiros Navais (CFN). A artilharia antiaérea do Exército, FAB e CFN consiste somente em sistemas de curto alcance, deixando aberta a lacuna da defesa em médio alcance/média altura. O Ministério da Defesa tem um projeto para a aquisição de mísseis antiaéreos dessa categoria, a ser distribuídos às três Forças Armadas.
A inter-relação entre a defesa aeroespacial das Forças Armadas pode ser exemplificada pelo Exercício Escudo Antiaéreo, sediado pelo COMAE em 2019. Aeronaves da FAB e da Marinha simularam um ataque aéreo, que foi detectado, além dos sistemas de vigilância usuais, pelos sensores do porta-helicópteros Atlântico e da fragata Liberal. As defesas antiaéreas do Exército e FAB, como parte do SISDABRA, simularam a reação.